# Амангельдінське
Амангельді́нське (каз. Амангелді) — село у складі Єсільського району Північноказахстанської області Казахстану. Адміністративний центр Амангельдінського сільського округу.
Населення — 475 осіб (2021; 700 у 2009, 1029 у 1999, 869 у 1989).
Національний склад станом на 1989 рік:
- казахи — 45 %
- росіяни — 33 %.